# Муниципальное образование «Оса»
Муниципальное образование «Оса» — муниципальное образование со статусом сельского поселения в
Осинском районе Иркутской области России. Административный центр — Оса.

## Населенные пункты
В состав муниципального образования входят населенные пункты
- Оса
- Заглик
- Лузгина
- Малаханова
- Мороза
- Харай[2]

## Население
| 2010  | 2011  | 2012  | 2013  | 2014  | 2015  | 2016  |
| ----- | ----- | ----- | ----- | ----- | ----- | ----- |
| 6183  | ↘6172 | ↗6239 | ↗6321 | ↗6375 | ↗6460 | ↗6564 |
| 2017  |       |       |       |       |       |       |
| ↗6644 |       |       |       |       |       |       |